# Eleonora Rossi Drago

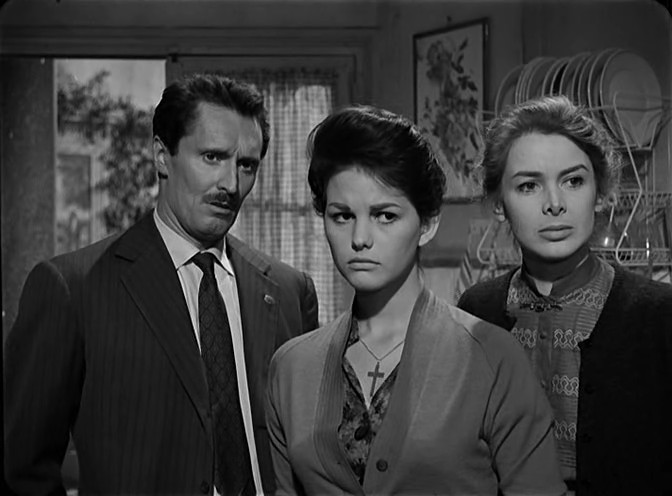
Pietro Germi, Claudia Cardinale și Drago în filmul Încurcătură blestemată (1959)

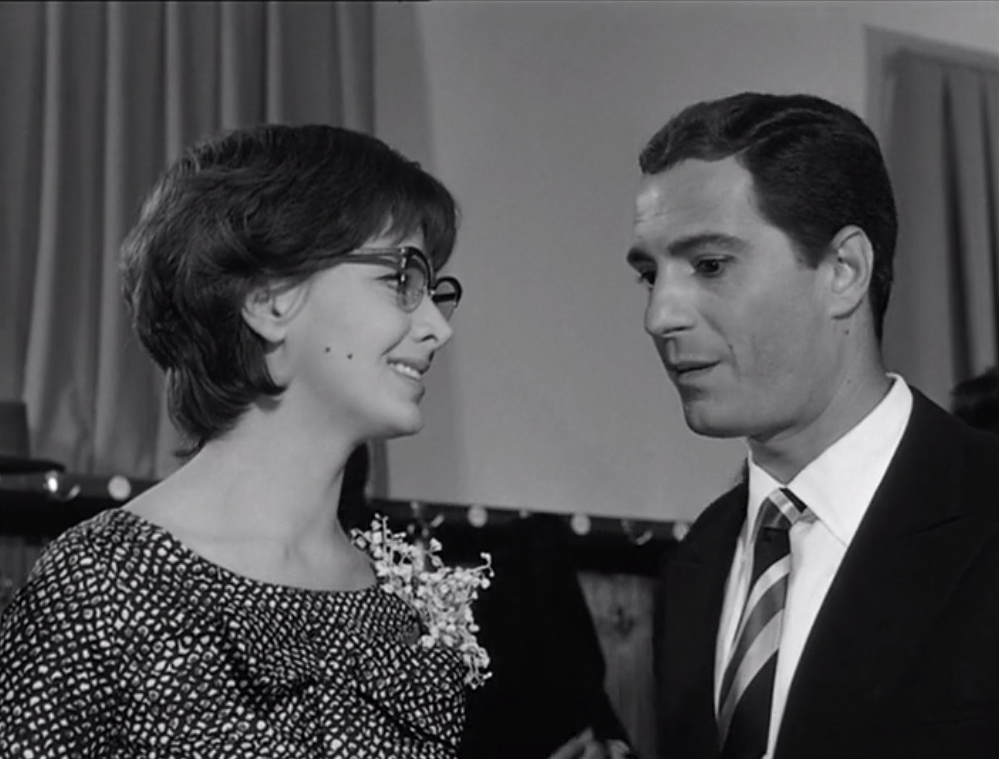
Cu Nino Manfredi în filmul L'impiegato (1959)

Eleonora Rossi Drago  pe numele real Eleonora Palmira Omiccioli (n. 23 septembrie 1925, Quinto al Mare⁠(d), Liguria, Italia – d. 2 decembrie 2007, Palermo, Italia) a fost o actriță italiană de film și de televiziune. Printre cele mai cunoscute filme ale sale se numără Altura (1949), Prietenele (1955), De la Apenini la Anzi și Încurcătură blestemată (1959).
A dobândit o notorietate mare în anii 1950 și 1960 pentru abilitățile sale de actorie și farmecul intens, în regia regizorilor de calibru Luigi Comencini, Alessandro Blasetti, Michelangelo Antonioni, Giuseppe De Santis, Pietro Germi, Giuliano Montaldo, Roberto Rossellini și Valerio Zurlini. De asemenea, a lucrat pentru televiziune interpretând unele drame de televiziune, inclusiv Părinți și copii (miniserie TV din 1958).

## Biografie
Rossi Drago a fost fiica unui căpitan marchez și mama spaniolă. Rossi Drago s-a măritat în timpul 1942 și a devenit mamă la vârsta de șaptesprezece ani dar a divorțat de soțul ei la scurt timp după război deoarece acesta a plecat în Argentina. A lucrat ca model și a cumulat primele experiențe de actorie cu ansambluri din Liguria. La alegerile Miss Italia din 1947, a fost co-favorită, dar a fost exclusă din competiție datorită căsătoriei și pentru că era mamă. Curând s-a mutat la Roma, unde a debutat în film la vârsta de 24 de ani cu filmul cu Pirații din Capri (1949) de Giuseppe Maria Scotese, apărând ca Eleonora Rossi Drago iar apoi în filmul lui Mario Sequis Altura. Între 1949 și 1970 a participat la peste 60 de lungmetraje. 
O ocazie pentru un salt artistic de calitate s-a prezentat atunci când a participat la audițiile de selecție ale regizorului Giuseppe De Santis pentru filmul Nu-i pace sub măslini (1950), dar rolul a fost încredințat Luciei Bosè. Mai târziu, a reușit să-și evidențieze propriile calități expresive în filme precum Obloane închise, Prietenele, Donne solo și La strada lunga un anno în care foarte des actrița a fost dublată.
În realitate, Rossi Drago nu a fost liberă să se recăsătorească deoarece a obținut divorțul de soțul ei abia în iunie 1956. Cu șase luni mai devreme, s-a întors la teatrul de proză pentru câteva săptămâni, cu Unchiul Vania al lui Cehov, sub regia lui Luchino Visconti în interpretarea lui Rina Morelli, Paolo Stoppa și Marcello Mastroianni. După Încurcătură blestemată (1959) de Pietro Germi, ea a interpretat alte două roluri semnificative în Vară violentă (1959) de Valerio Zurlini și în Tiro al piccione (1961) de Giuliano Montaldo.
În 1960, datorită interpretării intense și fără precedent a neliniștitei Roberta Parmesan în Vară violentă, a câștigat Panglica de argint pentru cea mai bună actriță și un premiu la festivalul de la Mar del Plata ca cea mai bună actriță într-un rol principal.
În 1966, Rossi Drago, dezamăgită de cotitura carierei sale în cinematografie, a preluat rolul Mariei Stuart într-un lung serial. În 1968 a jucat un rol de lesbiană pe scenă alături de Olga Villi.
După o perioadă de depresie și retragerea din actorie în 1971, s-a căsătorit cu președintele Asociației Industriei Siciliene, Domenico La Cavera (1915–2011) și s-a mutat la Palermo doi ani mai târziu. Acolo a decedat, 36 de ani mai târziu, în decembrie 2007.

## Filmografie selectivă

### Cinema
- 1949 Pirații din Capri (I pirati di Capri), regia Giuseppe Maria Scotese
- 1949 Altura, regia Mario Sequi
- 1951 Obloane închise (Persiane chiuse), regia Luigi Comencini
- 1951 Sensualità, regia Clemente Fracassi
- 1951 Verginità, regia Leonardo De Mitri
- 1951 L'ultima sentenza, regia Mario Bonnard
- 1952 Tre storie proibite, regia Augusto Genina
- 1952 La fiammata, regia Alessandro Blasetti
- 1952 La tratta delle bianche, regia Luigi Comencini
- 1953 I sette dell'Orsa maggiore, regia Duilio Coletti
- 1954 Vestire gli ignudi, regia Marcello Pagliero
- 1954 Cazul Maurizius (L'affaire Maurizius), regia Julien Duvivier
- 1954 Destini di donne, regia Marcello Pagliero
- 1955 Prietenele (Le amiche), regia Michelangelo Antonioni
- 1955 Il prezzo della gloria, regia Antonio Musu
- 1956 Donne sole, regia Vittorio Sala
- 1956 Kean - Genio e sregolatezza, regia Vittorio Gassman
- 1956 Suor Letizia - Il più grande amore, regia Mario Camerini
- 1958 Strada lungă cât un an (La strada lunga un anno), regia Giuseppe De Santis
- 1959 De la Apenini la Anzi (Dagli Appennini alle Ande), regia Folco Quilici
- 1959 David e Golia, regia Ferdinando Baldi e Richard Pottier
- 1959 Vară violentă (Estate violenta), regia Valerio Zurlini
- 1959 Încurcătură blestemată (Un maledetto imbroglio), regia Pietro Germi
- 1959 L'impiegato, regia Gianni Puccini
- 1959 Vacanze d'inverno, regia Camillo Mastrocinque
- 1960 Sotto dieci bandiere, Regia Duilio Coletti
- 1960 Garsoniera (La garçonnière), regia Giuseppe De Santis
- 1960 Acord final (Schlußakkord), regia Ignacy Rosenkranz
- 1961 Caccia all'uomo, regia Riccardo Freda
- 1961 Tiro al piccione, regia Giuliano Montaldo
- 1962 I Don Giovanni della Costa Azzurra, regia Vittorio Sala
- 1962 Ipnosi, regia Eugenio Martín
- 1962 Anima nera, regia Roberto Rossellini
- 1962 Dragostea la 20 de ani (L'amore a vent'anni, episodul Renzo Rossellini)
- 1963 Rosmunda e Alboino, regia Carlo Campogalliani
- 1964 Il disco volante, regia Tinto Brass
- 1964 Il vedovo bianco, episodio di Amore facile, regia Gianni Puccini
- 1964 Se permettete parliamo di donne, regia Ettore Scola
- 1964 Il treno del sabato, regia Vittorio Sala
- 1965 Il segreto del vestito rosso, regia Silvio Amadio
- 1965 Coliba unchiului Tom (Onkel Toms Hütte), regia Géza von Radványi
- 1965 Il plenilunio, episodio di Io uccido, tu uccidi, regia Gianni Puccini
- 1965 Il colpo del leone, episodio di Su e giù, regia Mino Guerrini
- 1965 Assassinio made in Italy, regia Silvio Amadio
- 1966 Biblia (La Bibbia), regia John Huston
- 1966 Mano di velluto regia Ettore Fecchi
- 1968 L'età del malessere, regia Giuliano Biagetti
- 1969 Camille 2000, regia Radley Metzger
- 1970 Portretul lui  Dorian Gray (Il dio chiamato Dorian), regia Massimo Dallamano
- 1970 Nelle pieghe della carne, regia Sergio Bergonzelli

### Televiziune
- 1958 Padri e figli, regia Guglielmo Morandi () (film TV în 4 părți)
- 1964 La cittadella, regia Anton Giulio Majano (film TV - 3 episoade)
- 1967 Tavole separate regia Enrico Colosimo (film TV)
- 1969 D'Artagnan (miniserie TV franța, 2 episoade)